# 沈玉龙
沈玉龙（1945年—1979年），云南河口人。壮族。中华人民共和国政治人物。

## 生平
河口农场十分场武装基干民兵。1961年参加工作后，曾多次被评为劳动范模，先进生产者和优秀民兵。1979年2月，在中越战争运送伤员途中，身负重伤后仍坚持抬送伤员，直至牺牲。后被追认为中国共产党党员，中央军委授予“支前民兵英雄”称号。